# Symphurus melanurus
Symphurus melanurus és un peix teleosti de la família dels cinoglòssids i de l'ordre dels pleuronectiformes que viu al Pacífic oriental (des de Mèxic fins a l'Equador).